# Neumann Ede
Neumann Ede (Óbuda, 1859. október 20. – Nagykanizsa, 1918. december 12.) rabbi, műfordító, történész, Naményi Ernő és Naményi Lajos apja.

## Élete
Neumann József edénykereskedő és Ransburg Erzsébet fia. 1877 és 1882 között a budapesti Rabbiképző növendéke volt, 1882-ben avatták bölcsészdoktorrá, rá egy évre pedig rabbivá. Innentől kezdve egészen haláláig volt főrabbi Nagykanizsán. Betöltötte az Országos Rabbiegyesület elnöki tisztjét, szerkesztője volt a Magyar Izráelnek. Több önálló könyvét, tankönyvét is kiadták.
Felesége Kayserling Emma (1863–1926) volt, Meyer Kayserling rabbi és Berta Philippsohn lánya, akit 1884. július 1-jén Budapesten vett nőül.

## Főbb művei
- A mohamedán József-monda eredete és fejlődése (Budapest, 1881)
- Hitszónoklatok és beszédek (Nagykanizsa, 1886)
- Zsidó vallástörténet 1-2 (Budapest 1894–1897)
- Rövid héber nyelvtan (1895)
- Kayserling (1908)
- Az asszír korszak prófétái és a zsidók története (1908)